# Magendrehung

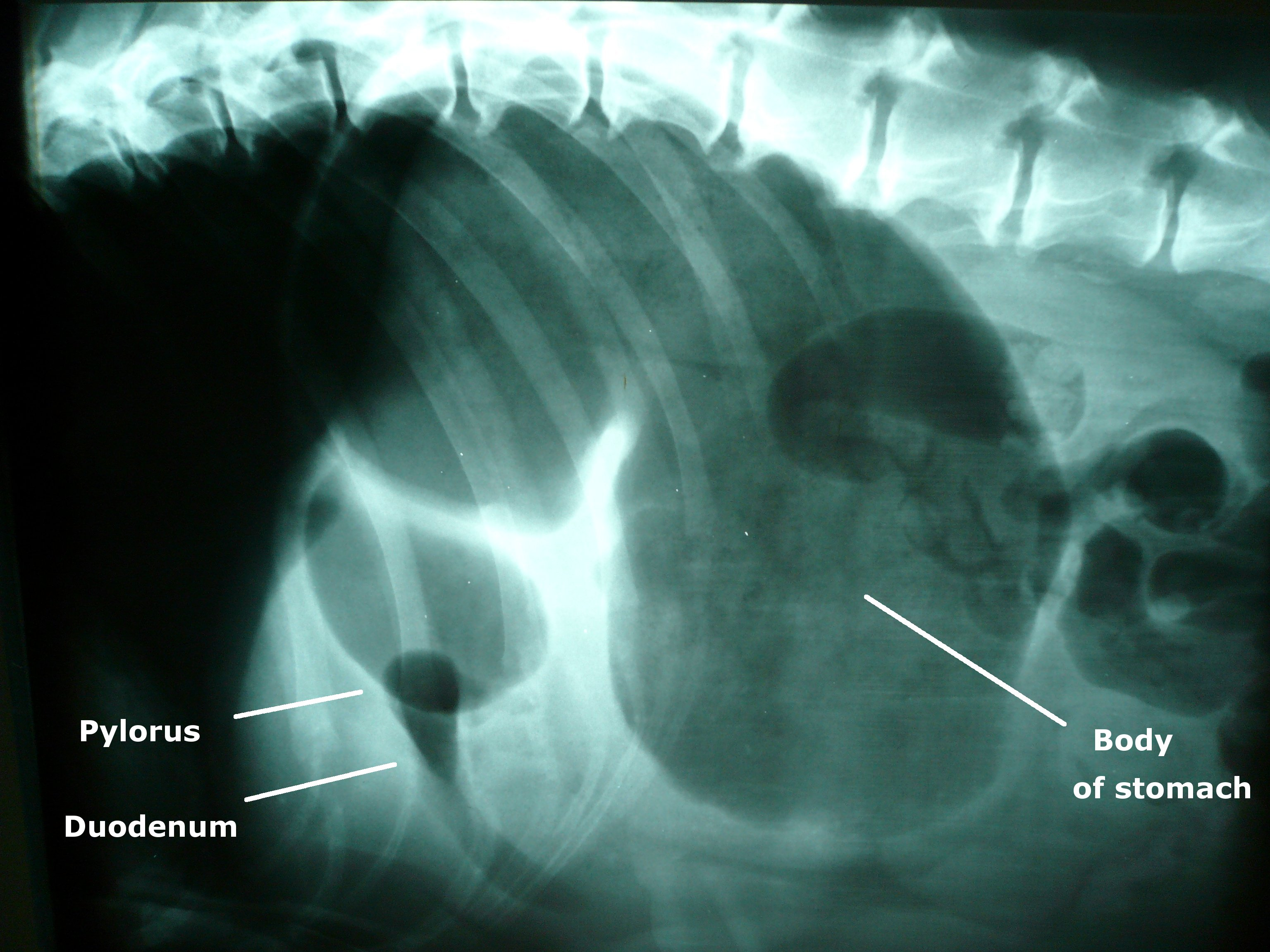
Röntgenbild eines Hundes mit Magendrehung

Die Magendrehung (Torsio ventriculi, Dilatatio et Torsio ventriculi) ist eine Krankheit, bei der sich der Magen um die eigene Längsachse dreht. Die Ursache der Erkrankung ist nicht bekannt. Eine Magendrehung tritt vor allem bei älteren Hunden großer Hunderassen auf, selten sind kleine Hunde, Katzen und Meerschweinchen betroffen. Die Magendrehung zeigt sich in Zunahme des Bauchumfangs, Unruhe und vergeblichen Versuchen zu erbrechen. Durch die Ausdehnung des verdrehten und aufgegasten Magens kommt es rasch zu einem Kreislaufzusammenbruch, der ohne Behandlung meist zum Tod des Tieres führt. Die Diagnose wird anhand einer Röntgenaufnahme gestellt. Eine Magendrehung muss chirurgisch versorgt werden. Dabei wird nach Entgasung und Kreislaufstabilisierung die Bauchhöhle eröffnet, der Magen zurückgedreht und zur Verhinderung einer erneuten Magendrehung an der Bauchwand festgenäht. Die mittlere Todesfallquote liegt etwa bei 20 Prozent. Beim Menschen ist die Magendrehung eine seltene Erkrankung bei Säuglingen oder eine Komplikation nach Fundoplikatio und wird auch als Magenvolvulus bezeichnet.

## Entstehung und Vorkommen
Der Magen (fachsprachlich Gaster oder Ventriculus) ist ein Hohlorgan zwischen Speiseröhre (Oesophagus) und Zwölffingerdarm (Duodenum). Anatomisch vereinfacht stellt er sich somit wie ein größerer Gegenstand dar, der auf eine Schnur aufgezogen ist und beweglich pendeln kann. Bei der Magendrehung, meist im Uhrzeigersinn um die Längsachse, kommt es zu einem Verschluss (Obstruktion) des Mageneingangs, so dass im Magen befindliche Luft nicht mehr durch „Aufstoßen“ entweichen kann. Die Luft im Magen wird bei hastigem Fressen und/oder bei der Drehung im Angstzustand abgeschluckt. Die Annahme, es seien Gärungsgase, ist mittlerweile widerlegt. Ob die Aufgasung des Magens für die Drehung verantwortlich oder seine Folge ist, ist bislang ungeklärt.
Mit zunehmender Aufgasung komprimiert der Magen sowohl Blutgefäße (vor allem die Pfortader und die hintere Hohlvene) als auch Nervenstränge und das Zwerchfell. Diese zunehmende Minderversorgung mit Blut führt zu einem raschen Sauerstoffmangel aller Organe und zu einer Übersäuerung des Blutes und mündet innerhalb von Stunden in einen meist tödlichen Kreislaufschock. Nur in wenigen Fällen wurde eine spontane Rückdrehung des Magens beobachtet.
Die eigentliche Ursache der Magendrehung ist nicht bekannt, nur eine Reihe von Risikofaktoren. Am häufigsten sind große Hunderassen mit tiefem Brustkorb betroffen. Unter ihnen haben einige Rassen ein besonders hohes Erkrankungsrisiko. So beträgt das Risiko eines Tieres, im Laufe des Lebens eine Magendrehung zu erleiden, bei Deutschen Doggen und Bloodhounds 30 %, bei großen Windhundrassen und Collies 20 % und beim Irischen Wolfshund 18 %. Mit zunehmendem Alter und gedehnten Magenbändern steigt das Risiko der Erkrankung ebenfalls. Sehr selten tritt eine Magendrehung auch bei kleinen Hunden, Katzen und Meerschweinchen auf (→ Magendrehung bei der Katze und Magendrehung beim Meerschweinchen).
Alle übrigen mutmaßlichen Risikofaktoren lassen sich nicht eindeutig belegen. Eine einmalige Fütterung pro Tag soll das Erkrankungsrisiko erhöhen, die Verteilung der täglichen Futterration auf mehrere Portionen kann die Erkrankung aber nicht verhindern. Vermehrtes Luftschlucken durch hastige Futteraufnahme ist als Risikofaktor nicht sicher bestätigt. Im Gegensatz zu früheren Empfehlungen besagen neuere Studien, dass eine erhöhte Position der Futterschüssel zu einem gesteigerten Risiko führe.

## Klinische Symptome
Typisches Hauptsymptom ist das etwa ein bis zwei Stunden nach der letzten Fütterung beginnende Aufblähen des Bauches. Die Tiere sind unruhig und sitzen viel. Teilweise versuchen sie zu erbrechen oder Kot abzusetzen. Fortschreitend kommt es sehr schnell zu einem immer größer werdenden, trommelartigen Bauchumfang. Relativ typisch ist die „Gebetsstellung“, bei der das Tier die vordere Körperhälfte tief hält. Es setzt eine zunehmende Teilnahmslosigkeit ein, die in eine Schocksymptomatik übergeht.

## Diagnostik

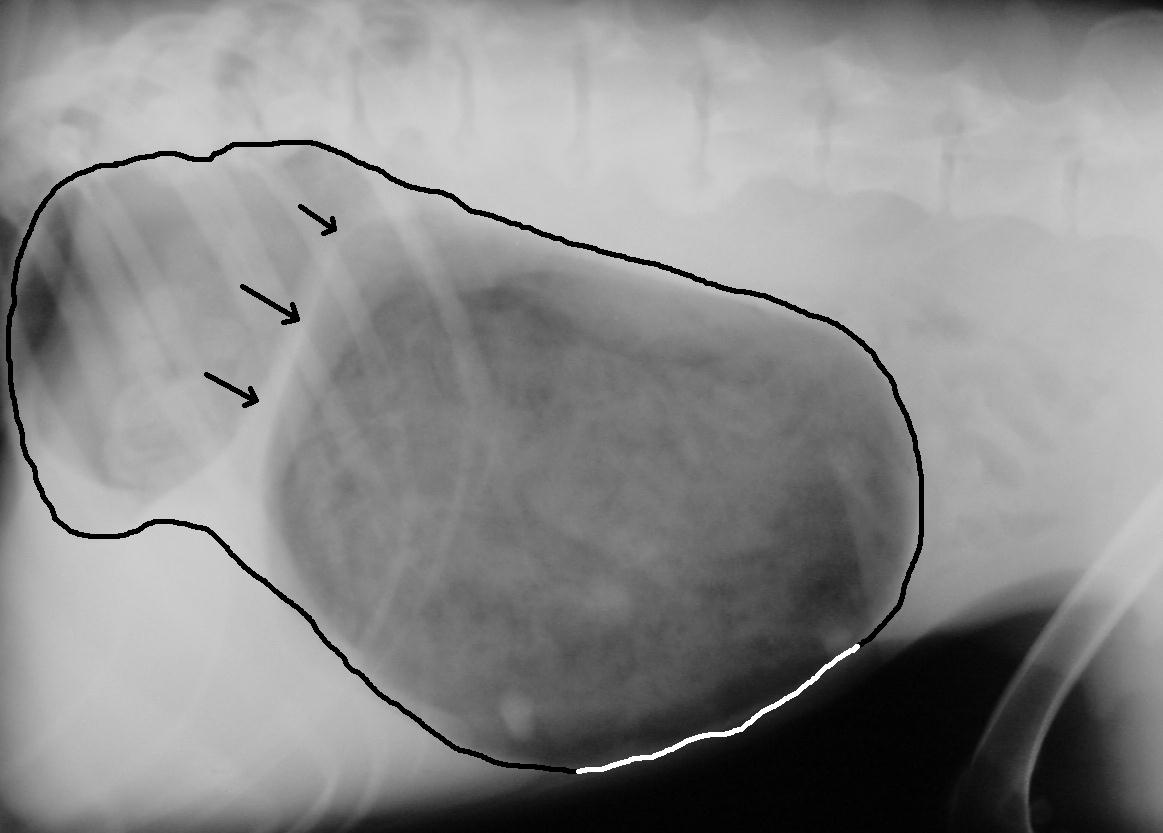
Röntgenaufnahme des gedrehten Magens bei einem Boxer, ca. 45 Minuten nach der letzten Futteraufnahme. Die durchgehende Linie markiert die Magenwand, die durch Pfeile markierte scheinbare Zweiteilung des Organs (Kompartmentbildung).

Eine relativ sichere Diagnose ist mit einer rechts anliegenden Röntgenaufnahme zu stellen, allerdings nur bei Drehungen um 180°. Dabei zeigt sich infolge der Aufgasung und Verlagerung der Erweiterung des Magenausgangs (Antrum pyloricum) – die in der überwiegenden Zahl der Fälle nach rechts, oben und vorn erfolgt – eine von vorn-unten nach hinten-oben verlaufende Falte. Dieses Phänomen bezeichnet man auch als „Kompartmentbildung“, sie verleiht dem Magen ein „zipfelmützenartiges“ Aussehen. Im englischen Sprachraum wird dies als „double bubble“ („Doppelblase“) bezeichnet. Beim Vorliegen einer Kompartmentbildung kann eine Magendrehung bereits sicher von einer einfachen Magenüberladung abgegrenzt werden. Bei der – allerdings sehr seltenen – Drehung gegen den Uhrzeigersinn ist sie jedoch nicht zu beobachten. Bei einer linksanliegenden Röntgenaufnahme ist die Kompartmentbildung generell nicht nachzuweisen. Bei rückenseitiger Lagerung stellt sich das – normalerweise rechts liegende – Antrum pyloricum links der Mittellinie dar. Weitere Kriterien sind eine Verlagerung des Darmes und der Milz nach hinten sowie die in manchen Fällen auftretende Verjüngung der hinteren Hohlvene (Vena cava caudalis) am Zwerchfelldurchtritt infolge eines Schocks. Bei schweren und länger bestehenden Magendrehungen, die bereits zu einem Absterben der Magenwand geführt haben, kann sich Gas in der Magenwand (Emphysem) darstellen, dann ist die Heilungsaussicht bereits schlecht. Bei Drehungen um 360° ist die diagnostische Sicherheit deutlich geringer. In einer Studie aus dem Jahr 2025 lag die Erkennungssicherheit selbst bei geprüften Radiologen nur bei etwa 50 %.
Labordiagnostisch lassen sich häufig eine gestörte Blutgerinnung und eine Übersäuerung des Blutes nachweisen.

## Behandlung
Die einzige Behandlungsmöglichkeit besteht in einer operativen Rückverlagerung des Magens in seine normale Lage. Zunächst muss der Kreislauf des Hundes durch Infusionen soweit stabilisiert werden, um eine Narkose durchführen zu können. Bei stark geblähtem Magen ist eine Punktion des Magens zur Druckentlastung notwendig. Hierzu wird das Organ durch die seitliche Bauchwand mit einer langen weitlumigen Kanüle angestochen.
Bei der Operation wird zunächst der Magen entgast, der Mageninhalt ausgespült und dann die Verdrehung des Organs rückgängig gemacht. Bereits abgestorbene Teile der Magenwand werden mit einer einstülpenden Naht in das Organinnere verbracht. Abschließend wird der Magen im Bauchraum fixiert, um eine neuerliche Torsion zu verhindern. Diese als Gastropexie bezeichnete Operation wird selbst in den Fällen empfohlen, bei denen sich der Magen spontan zurückgedreht hat. Während die Rückfallquote ohne Gastropexie bei etwa 70 % liegt, sinkt sie mit einer Magenfixierung auf etwa 5 %. Gegenwärtig werden drei Techniken eingesetzt. Bei der Inzisionalen Gastropexie werden die seitliche Bauchwand bis durch den Musculus transversus abdominis und die Magenwand bis durch die Muskelschicht auf eine Länge von etwa 5 cm eingeschnitten und diese beiden Einschnitte miteinander vernäht. Bei der Belt-Loop-Technik wird ein Streifen der Magenwandmuskulatur im Bereich des Antrums durch einen angelegten Tunnel der Bauchwand gezogen und an seinem Ende wieder mit der Magenwand vernäht. Bei der Zirkumkostalen Gastropexie wird dieser Streifen um die letzte Rippe geführt. Die Fixierungen am Dickdarm (Gastro-Colopexie) oder mittels Magensonde haben höhere Rezidivraten und werden daher nicht mehr empfohlen.
Häufige Komplikationen nach der Operation einer Magendrehung sind durch die vorherige Minderdurchblutung (Ischämie) der Magenwand bedingter Reperfusionsschaden, Blutdruckabfall, Blutgerinnsel in den Gefäßen (DIC), akutes Nierenversagen und Herzrhythmusstörungen, insbesondere ventrikuläre Extrasystolen.

## Prognose
Die Therapieergebnisse hängen stark vom Zeitpunkt des Behandlungsbeginnes ab. Die Letalität bei Magendrehungen liegt im Mittel bei 20 %. Bei Operationsbeginn bis sechs Stunden nach erfolgter Drehung bestehen günstige Aussichten in Bezug auf eine Heilung und das Überleben des Hundes. Danach sinkt die Überlebensquote deutlich. Zur Abschätzung der Überlebenswahrscheinlichkeit eignen sich vor allem Laktatwerte im Serum. Bei einem Laktatwert unter 6 mmol/l beträgt die Überlebensrate 99 %. Bei einem Wert über 7,4 mmol/l ist bereits von Nekrosen der Magenwand auszugehen, bei einem Wert über 9 mmol/l sinkt die Überlebensrate auf 55 %. Das Risiko, nach überstandener Operation in den Folgetagen an Herzrhythmusstörungen zu sterben, liegt bei etwa 4 %.

## Vorbeugung
Da die eigentlichen Auslöser nicht bekannt sind, ist eine Vorbeugung nur bedingt möglich. Bei großen Hunden wird eine Verteilung der Tagesration auf mehrere Mahlzeiten empfohlen. Die Futterschüssel sollte am Boden stehen und unmittelbar nach dem Fressen sollte auf übermäßige Bewegung verzichtet werden. Einige Autoren empfehlen bei Risikorassen wie Deutscher Dogge oder Bloodhound eine vorsorgliche Gastropexie im Rahmen anderer Baucheingriffe, wie beispielsweise der Kastration einer Hündin.

## Magendrehung bei der Katze
Die Magendrehung bei Katzen ähnelt im klinischen Bild, Diagnostik und Behandlung der des Hundes, kommt aber nur sehr selten vor. Vor allem Zwerchfellhernien gelten als begünstigender Faktor.

## Magendrehung beim Meerschweinchen
Die Ursache einer Magendrehung beim Meerschweinchen ist ebenfalls nicht bekannt. Sie tritt häufig bei Zuchttieren auf, kann aber auch infolge von Umlagerungen in Narkose sowie der Verwendung von Xylazin vorkommen. Auch eine Erweiterung des Magens infolge eines Stehenbleibens des Darminhalts kann zu einer Magendrehung führen. Klinisch zeigt sich die Erkrankung in Abgeschlagenheit, Inappetenz, Untertemperatur und einem aufgetriebenen Bauch infolge des gasgefüllten Magens und Darms. Im Gegensatz zur Magentympanie kommt es häufig zur Verlagerung des Magens auf die rechte Seite, die sich am sichersten durch eine ventro-dorsale Röntgenaufnahme darstellen lässt. Die Therapie erfolgt chirurgisch wie beim Hund, die Behandlungsaussicht ist aber schlecht.